# Lilla tvåan
Lilla tvåan (finska: Pikku Kakkonen) är ett finskt barnprogram som gått på Yle TV2 sedan 1977. Det första programmet sändes den 11 januari 1977. Det första programmet leddes av Pekka Salo. Programmet gick från början varje vardag. Den 2 september 2006 började även programmet gå på helgen.